# Il mio giardino persiano
Il mio giardino persiano (in persiano کیک محبوب من‎, Keyk-e mahbub-e man, lett. "La mia torta preferita") è un film del 2024 scritto e diretto da Maryam Moghaddam e Behtash Sanaeeha.

## Trama
Dopo il lungo lutto per il marito e la figlia, la settantenne Mahin decide di tornare a vivere.

## Promozione
Due clip del film sono state diffuse il 15 febbraio 2024.

## Distribuzione
Il film è stato presentato in concorso alla 74ª edizione del Festival internazionale del cinema di Berlino il 16 febbraio 2024. È stato distribuito nelle sale cinematografiche italiane da Academy Two a partire dal 23 gennaio 2025.

## Riconoscimenti
- 2024 – Festival internazionale del cinema di Berlino[5]
  - In concorso per l'Orso d'oro